# Сеть радиально-базисных функций

Архитектура сети радиальных базисных функций.

Сеть радиально-базисных функций — искусственная нейронная сеть, которая использует радиальные базисные функции как функции активации.
Выходом сети является линейная комбинация радиальных базисных функций входов и параметров нейрона. Сети радиальных базисных функций имеют множество применений, в том числе функции приближения, прогнозирования временных рядов, классификации и системы управления.
Впервые сформулированы в 1988 Брумхедом и Лоу.